# Ан, Рейнальдо
Рейнальдо Ан (исп. Reynaldo Hahn, 9 августа 1874, Каракас — 28 января 1947, Париж) — французский композитор, пианист, музыкальный критик, дирижёр и руководитель оркестра, один из наиболее известных музыкантов прекрасной эпохи.

## Биография
Мать музыканта была родом из Венесуэлы, отец — немецкий еврей из Гамбургa по фамилии Хан — приехал в Венесуэлу в поисках удачи, сделал успешную карьеру инженера и предпринимателя и стал близким другом президента Антонио Гусмана Бланко, но после угроз со стороны врагов президента в 1878 году переехал с семьей в Париж. Первый вальс для фортепиано Рейнальдо написал в 1883 году. Учился в Парижской консерватории у Гуно, Сен-Санса, Жюля Массне, его одноклассниками были Морис Равель и Альфред Корто. В 1888 году написал романс на стихи В.Гюго, тут же ставший известным. Подружился с семейством Альфонса Доде, с Верленом, сочинил цикл песен на его стихи («Песенки под хмельком», фр. Les Chansons grises; 1893). Его вокальные сочинения вошли в моду, композитор стал завсегдатаем лучших столичных салонов, где исполнял свои песни и музыку других композиторов, познакомился с Малларме, Эдмоном Гонкуром, Прустом, Сарой Бернар (в 1930 году он написал о ней книгу).

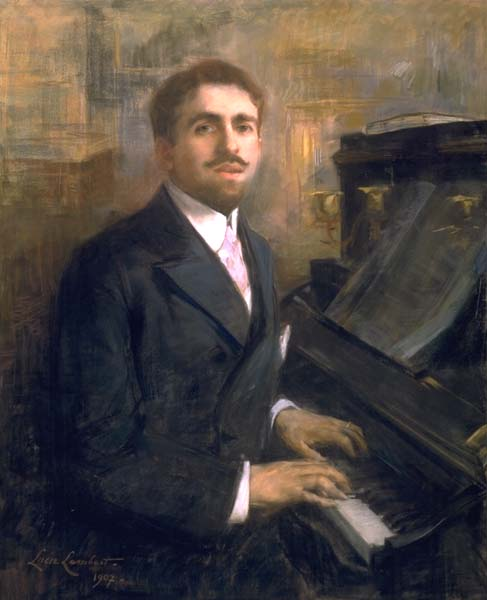
Люси Ламбер. Портрет Рейнальдо Ана, 1907

В 1894—1896 гг. был в близких отношениях с Прустом; они были приглашены в салоне и в шато Ревейон Мадам Лемер, вместе путешествовали, строили общие планы, переписывались (эпистолярий издан); многие детали этого времени вошли в роман Пруста «Жан Сантёй». Дружил с Лианой де Пужи, Клео де Мерод. Вместе с Прустом и Сарой Бернар выступал в защиту Дрейфуса.
В 1909 году стал гражданином Франции. В годы Первой мировой войны добровольцем отправился на фронт, затем служил в министерстве обороны. Так как Рейнальдо было 40 лет, он был старше призывного возраста, но был принят и служил, сначала как доброволец, затем дослужился до звания капрала. В то время на фронте он сочинил цикл песен[какой?] на стихи Роберта Луиса Стивенсона. Писал музыку для сцены и кино, симфонические, фортепианные и вокальные сочинения на стихи Марселины Деборд-Вальмор, Леконта де Лиля, Теодора де Банвиля, Жана Мореаса, Анри де Ренье и др., оставил несколько балетов, опер и оперетт. Сотрудничал[уточнить] с Сергеем Дягилевым и его труппой.
С 1920 г. преподавал в Нормальной школе музыки, дружил с Пабло Казальсом, Жаком Тибо, Надей Буланже. Сотрудничал с Саша Гитри, Арлетти, Магдой Тальяферро.
В годы Второй мировой войны, опасаясь нацистского антисемитизма, был вынужден покинуть Париж, жил в Канне, Монте-Карло. Вернувшись в столицу в 1945 году, был избран в Академию изящных искусств, возглавил Парижскую оперу.

## Избранные сочинения

### Оперы
- «Остров мечты» (1898, по Пьеру Лоти)
- «Кармелитка» (1902)
- «Навсикая» (1919)
- «Голубь Будды» (1921)
- «Время любить» (1926)
- «Венецианский купец» (1935, по Шекспиру)

### Оперетты
- «Мьюзик» (1914, вместе с Шарлем Лекоком и Андре Мессаже)
- «Луковка» (1923)
- «Браммел» (1930)
- «Мальвина» (1935)
- «„Да“ юных девушек» (1942)

### Балеты и пантомимы
- «Конец любви» (1892),
- «Бал Беатрис д’Эст» (1909)
- «Праздник у Терезы» (1910)
- «Заколдованный лес» (1912)
- «Синий бог» (1912)
- «Дега» (1925)
- «Вальсы» (1932)
- «В рощах Италии» (1937)

### Музыкальные комедии
- «Моцарт» (1925)
- «Парад» (1926)
- «О, мой прекрасный незнакомец» (1933)
- «Много шума из ничего» (1936, по Шекспиру)

### Музыка к спектаклям

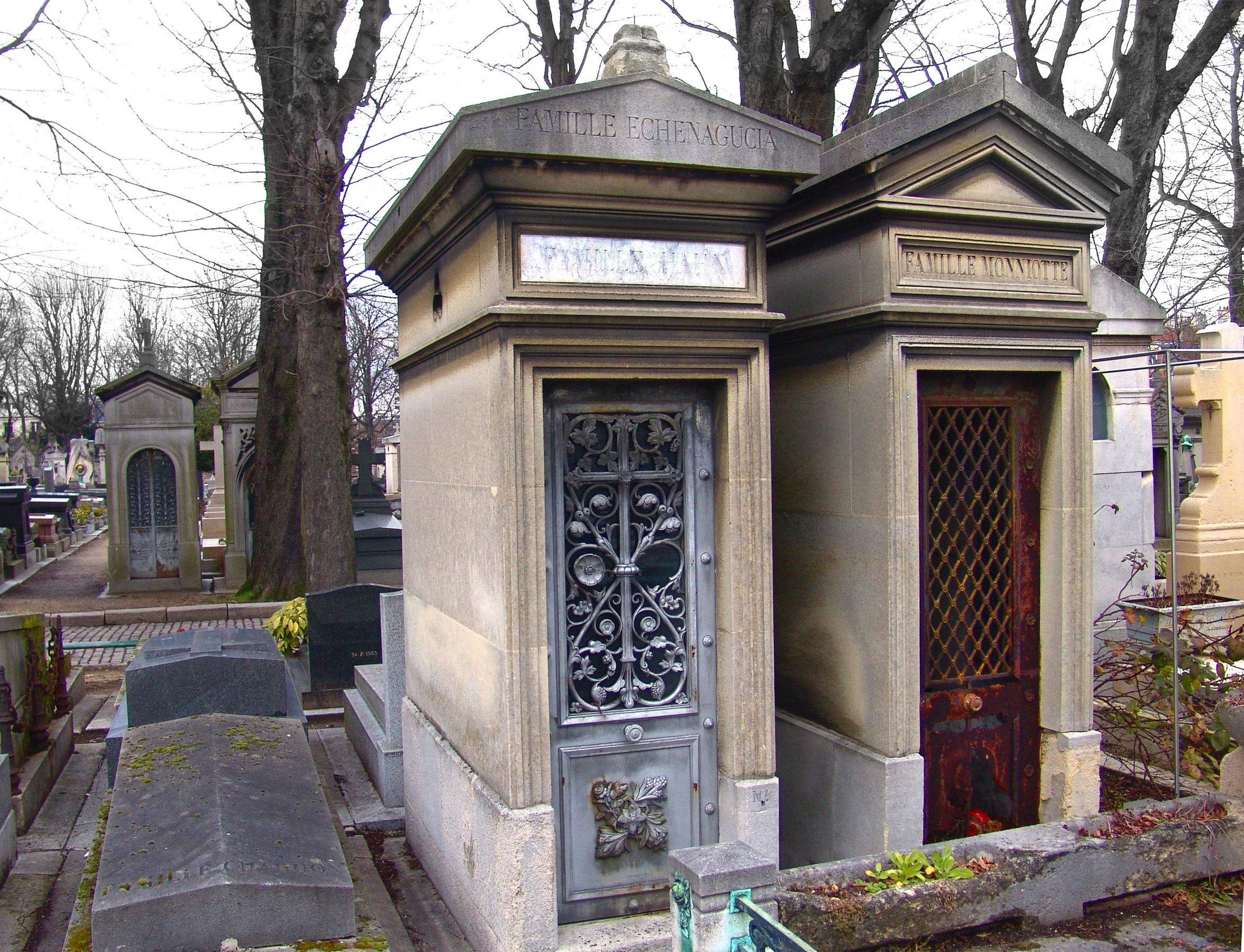
Могила Ана

- L’obstacle (1890, по Альфонсу Доде)
- Nocturne (1895)
- Songe d’une matinée de printemps (1897)
- Esther (1898)
- Dalila (1899)
- La pastorale de Noël, mystère (1901)
- Les deux courtisanes (1902)
- Werther (1902, по Гёте)
- Angelo (1905)
- Scarron (1905)
- La Vierge d’Avila (1906)
- Méduse (1911)
- L’homme à la rose (1919)
- Andrea del Sarto (1919—1920)
- Manon, fille galante (1923, по Прево)
- Seigneur Polichinelle (1925)
- L’homme avec dix femmes (1937)
- Laure et Pétrarque (1937)

### Инструментальная музыка
- Романс для скрипки и фортепиано ля мажор (1901/1902)
- Сарабанда и тема с вариациями для кларнета и фортепиано (1903)
- Ноктюрн для скрипки и фортепиано (1906)
- «Развязавшаяся лента» для двух фортепиано (1916)
- Фортепианный квинтет (1920/1921)
- Соната для скрипки и фортепиано до мажор (1926)

### Для голоса с фортепиано
- Романсы и песни. Тетрадь 1 (Mélodies I; 1895)
- Венеция. 6 песен на венецианском диалекте (1901)
- Романсы и песни. Тетрадь 2 (Mélodies II; 1920)

## Признание
Среди современных исполнителей сочинений Ана — Фелисити Лотт, Йен Бостридж, Елена Образцова, Патрисия Пётибон.